# 安哥拉人民共和国
安哥拉人民共和國（葡萄牙語：República Popular de Angola）是安哥拉从1975年11月11日脫離葡萄牙獨立开始，至1992年1月21日使用的國號。安哥拉人民共和国是一个社会主义国家，與蘇聯、古巴與莫桑比克人民共和国關係良好，由奉行马克思列宁主义且受蘇聯和古巴支持的安哥拉人民解放運動执政，反對派争取安哥拉彻底独立全国联盟則在美國與南非支持下與執政黨展開內戰。
1992年，安哥拉人民共和国改國名為“安哥拉共和國”。